# 24334 Conard
24334 Conard este un asteroid din centura principală de asteroizi.

## Descriere
24334 Conard este un asteroid din centura principală de asteroizi. A fost descoperit pe 5 ianuarie 2000 la Socorro, New Mexico, în cadrul proiectului LINEAR. Asteroidul prezintă o orbită caracterizată de o semiaxă mare de 2,65 ua, o excentricitate de 0,10 și o înclinație de 4,1° în raport cu ecliptica.